# 최전위
최전위(崔前衛, 1993년 6월 29일~)는 조선민주주의인민공화국의 역도 선수이다. 2016년 하계 올림픽에 조선민주주의인민공화국 대표로 참가하여 남자 77kg에서 8위를 차지했다. 올림픽 개막식 당시 조선민주주의인민공화국 선수단의 기수였다.